# Paramount Aerospace Industries Ahrlac
Il Paramount Aerospace Industries Ahrlac è un aereo monomotore, in configurazione spingente, monoplano ad ala alta con compiti COIN (Counter Insurgence, controguerriglia) nato dalla joint venture tra le aziende sudafricane Paramount Aerospace Industries e Aerosud.

## Storia del progetto
Lo sviluppo dell’Ahrlac risale al 2009, quando la Paramount Group ha iniziato a lavorare su un nuovo aereo leggero da controguerriglia dotato di motore turboelica. Nelle fasi iniziali fu considerato lo sviluppo di un aereo ad ala fissa come piattaforma low cost per applicazioni, sia civili, sia militari che sarebbe stata utilizzata anche come alternativa agli UAV.
La progettazione di quello che sarebbe diventato il primo aereo militare indigeno sviluppato in Sudafrica fu avviata ufficialmente nel settembre 2011, tenendo conto dei requisiti che in quel momento dovevano soddisfare le aviazioni aeronautiche militari più importanti.

## Utilizzatori
RD del Congo
- Force Aérienne du Congo

6 Mwari ordinati il 13 settembre 2023.
 Mozambico
- Força Aérea de Moçambique

1 Mwari, variante armata del sudafricano Ahrlac consegnato nel 2022, con altri due esemplari in ordinazione.